# Esteban Peña Morell
Juan Esteban Peña Morell (soms ook: Morel) (San Antonio de Guerra (Dominicaanse Republiek), 1894 – Barcelona, 6 maart 1939) was een Dominicaans componist, muziekpedagoog, dirigent en fagottist.

## Levensloop
Peña Morell verhuisde op jonge leeftijd met zijn moeder Severa Morell naar de stad Santo Domingo. Hij had een groot talent voor muziek en studeerde bij Máximo Alfredo Sales. Later reisde hij naar Cuba en studeerde in 1924 en 1925 in de compositieklas van de Spanjaard Pedro San Juan, die eveneens dirigent was van het Orquesta Filarmónica de La Habana (Filharmonisch Orkest) van Havana. In dit Filharmonisch Orkest speelde ook Peña Morell als fagottist.
In opdracht van het aartsbisdom Havana reorganiseerde hij het muziekarchief van de kathedraal van Havana, waar hij eveneens een aantal manuscripten restaureerde en nieuw aanlegde. Vele van de door hem herstelde manuscripten heeft hij voor het magazine Carteles gekopieerd en de kwaliteit van zijn werk vond de bewondering van vele lezers in heel het Caribisch gebied en andere delen van Zuid-Amerika. Hij was ook een verzamelaar van materiaal in verband met de Dominicaanse folklore en schreef erover een boek getiteld Folko-música dominicana, dat is verloren gegaan toen de orkaan van San Zeno in 1930 de drukmachines en het manuscript vernietigde.
Esteban Peña Morell wordt in de Dominicaanse Republiek gezien als een van de eerste grote en populaire muzikanten die een maatschappelijke erkenning hebben bereikten zoals Francisco “Nico” Lora, Antonio “Toño” Abreu en Lolo Reynoso. Zijn grote bekendheid bereikte hij in 1923 met de première van zijn Sinfonía Bárbara (Barbara symfonie), voor harmonieorkest, die – nog onder invloed van Claude Debussy – gebaseerd is op het verhaal van "Galeras de Pafos" van Vigil Díaz.
In 1928 voltooide hij zijn opera Embrujo Antillano in twee aktes en in 1929 schreef hij twee impressionistische werken voor harmonieorkest, het symfonisch gedicht Anacaona en de Suite Grotesca.
Aan het einde van de jaren 1920 kwam hij naar Santo Domingo (Dominicaanse Republiek) terug en richtte in 1929 een muziekschool naar het voorbeeld van het Conservatorio Orbón van Havana op. Naast hemzelf waren Julio Alberto Hernández en Floripe Mieses als leerkrachten aan deze instelling verbonden. In 1930 reisde hij naar de Verenigde Staten, waar hij in contact kwam met een aantal van de belangrijkste muzikanten van dat land, onder wie ook de beroemde George Gershwin, voor wie hij later ook werkte. In 1933 vertrok hij naar Spanje, waar hij voor de rest van zijn leven bleef. Aldaar werkte hij als arrangeur voor de Dominicaanse bariton Eduardo Brito. In 1936 ging zijn zarzuela La Canción del Cafetal in Barcelona, in het Teatro Victoria, met succes in première. Helaas, toen alles klaar was voor de uitvoering in het hele schiereiland, begon de burgeroorlog.
Tijdens de Spaanse Burgeroorlog werd hij als vrijwilliger lid van een Republikeins bataljon en kapelmeester van de Banda de Música de los Ejércitos des las Brigadas Internacionales in Catalonië. In deze tijd schreef hij aan een nieuwe zarzuela met de titel Bajo el Cielo de Quisqueya. Deze werkzaamheden konden niet meer afgerond worden omdat hij op 6 maart 1939 in Barcelona stierf.
In Santa Bárbara de Samaná, de hoofdstad van het schiereiland Samaná is de muziekacademie naar hem vernoemd Juan Esteban Peña Morell.

## Composities

### Werken voor harmonieorkest
- 1912 Cucurucho a Sosúa, fantasie
- 1923 Sinfonía Bárbara, voor harmonieorkest
- 1929 Anacaona, symfonisch gedicht voor harmonieorkest – geïnspireerd door de geschiedenis van "Cacicazgo de Maguana", een werk van de Mexicaanse componist Julian Carrillo
- 1929 Suite Grotesca, voor harmonieorkest

### Muziektheater

#### Opera's
| Voltooid in | titel             | aktes       | première | libretto |
| ----------- | ----------------- | ----------- | -------- | -------- |
| 1928        | Embrujo Antillano | 2 bedrijven |          |          |

#### Zarzuela
| Voltooid in | titel                      | aktes | première                         | libretto |
| ----------- | -------------------------- | ----- | -------------------------------- | -------- |
| 1936        | La Canción del Cafetal     |       | 1936, Barcelona, Teatro Victoria |          |
| 1938        | Bajo el Cielo de Quisqueya |       | onvoltooid                       |          |
|             | Alma criolla               |       |                                  |          |

#### Revista (Revue)
- 1932 Habana-Nueva York (samen met: Elíseo Grenet) – tekst: José A. Miranda – première: 19 juli 1932, Barcelona, Teatro Nuevo

### Liederen
- La mujer del sacristán, voor zangstem en piano